# 伊戈爾·安東諾維奇·西科爾斯基
伊戈尔·安东诺维奇·西科斯基（羅馬化：Igor' Antonovich Sikorskiy；1934年8月19日—2015年1月5日），俄罗斯联邦荣誉农业工作者，蘇聯以及俄羅斯農業專家，曾在多個農業研究所任職。他還曾當選苏联共产党第二十七次代表大会代表。